# Fuga disperata
Fuga disperata (The Defiant Ones) è un film per la televisione di produzione statunitense del 1986. Si tratta del remake di La parete di fango, pluripremiato film statunitense del 1958. I due attori principali, Robert Urich e Carl Weathers, sono anche co-produttori del film. Nel film appaiono anche Wil Wheaton e Barry Corbin.

## Trama
Durante un trasferimento in un'altra prigione due detenuti, Johnny e Callen (afroamericano) ammanettati assieme, dopo l'incidente del camion che li trasportava hanno l'occasione di fuggire. Il problema è che i due non si sopportano, ed in particolare il bianco J. Johnson (Johnny) è anche razzista.